# Амберг-Зульцбах
Амберг-Зульцбах (нем. Amberg-Sulzbach) — район в Германии. Центр района — город Амберг. Район входит в землю Бавария. Подчинён административному округу Верхний Пфальц. Занимает площадь 1255 км². Население — 107 794 чел. Плотность населения — 86 человек/км².
Официальный код района — 09 3 71.
Район подразделяется на 27 общин.

## Административное устройство
Городские общины
1. Ауэрбах-ин-дер-Оберпфальц (9103)
2. Зульцбах-Розенберг (20 409)
3. Фильсэкк (6416)
4. Хиршау (6191)
5. Шнайттенбах (4269)

Ярмарочные общины
1. Кастль (2572)
2. Кёнигштайн (1784)
3. Риден (2936)
4. Фрайунг (2645)
5. Ханбах (5233)
6. Хоэнбург (1695)
7. Шмидмюлен (2483)

Сельские общины
1. Аммерталь (2054)
2. Биргланд (1842)
3. Вайгендорф (1265)
4. Гебенбах (953)
5. Илльшванг (2061)
6. Кюммерсбрукк (10 198)

Муниципалитеты района Амберг-Зульцбах (Бавария)

7. Нойкирхен-бай-Зульцбах-Розенберг (2812)
8. Поппенрихт (3339)
9. Урзензоллен (3742)
10. Фройденберг (4260)
11. Хиршбах (1318)
12. Эбермансдорф (2498)
13. Эдельсфельд (1975)
14. Энсдорф (2265)
15. Этцельванг (1479)

Межобщинная территория
1. Айхен (нем. Eichen[нем.], пол. Eichen[пол.]) (0	чел.,	277.93	га)[Комм. 1]

Административные сообщества
1. Илльшванг
2. Кёнигштайн
3. Нойкирхен-бай-Зульцбах-Розенберг
4. Ханбах

## Население
По оценке на 31 декабря 2015 года население района Амберг-Зульцбах составляет 103 568 чел. 

| Дата      | 1840  | 1871  | 1900  | 1925  | 1939  | 1950  | 1961  | 1970  | 1987  | 2011   |
| --------- | ----- | ----- | ----- | ----- | ----- | ----- | ----- | ----- | ----- | ------ |
| Население | 48391 | 51007 | 54489 | 61660 | 65977 | 91111 | 89767 | 95118 | 94617 | 103901 |

| Год       | 1960  | 1970  | 1980  | 1990  | 2000   | 2009   | 2010   | 2011   | 2012   | 2013   | 2014   | 2015   |
| --------- | ----- | ----- | ----- | ----- | ------ | ------ | ------ | ------ | ------ | ------ | ------ | ------ |
| Население | 88996 | 95224 | 93526 | 99749 | 108899 | 105727 | 105180 | 103597 | 103352 | 103074 | 103045 | 103568 |

## Комментарии
1. ↑  Данные о территории приведены по состоянию на 31 декабря 2015 года.